# Atlant-Soyuz Airlines
Atlant-Soyuz Airlines (Russisch: Авиакомпания Атлант-Союз) was een Russische luchtvaartmaatschappij met thuisbasis in Moskou. Zij voert passagiers- en vrachtchartervluchten uit binnen en buiten Rusland en sinds 1999 ook de officiële vluchten voor de Russische regering.

## Geschiedenis
Atlant-Soyuz Airlines is opgericht in 1993 en werd oorspronkelijk gevormd door het Oekraïense Atlant-SV. In mei 1999 werd het ook de officiële luchtvervoerder voor de Russische regering.

## Vloot
De vloot van Atlant-Soyuz Airlines bestaat uit: (sept.2011)
- 3 Boeing 737-300
- 6 Boeing 737-800
- 2 Embraer 120 Brasilia